# Fehlerabschätzung für die Finite-Element-Methode
Die Fehlerabschätzung für die Finite-Element-Methode wird üblicherweise mit Hilfe funktionalanalytischer Hilfsmittel realisiert.
Ausgangspunkt ist die schwache Formulierung einer elliptischen Randwertaufgabe (Finite-Elemente-Methode). In einem Hilbertraum {\displaystyle V} sei {\displaystyle a(\cdot ,\cdot )} eine stetige, elliptische Bilinearform. Das bedeutet: es gibt positive Konstanten {\displaystyle \alpha ,\beta } mit
{\displaystyle a(v,v)\geq \alpha \|v\|^{2},\,\,|a(u,v)|\leq \beta \|u\|\|v\|.}
Der Finite-Elemente-Raum sei {\displaystyle V_{h}\subset V}, ein Beispiel ist der Raum {\displaystyle S^{1}(\Omega ,T)\subset H^{1}(\Omega )} der stückweise linearen, stetigen Elemente. Die diskrete Lösung ist dann definiert durch
{\displaystyle a(u_{h},v_{h})=f(v_{h})\quad \forall v_{h}\in V_{h}},
und es gilt die Orthogonalitätsbeziehung (Galerkin-Orthogonalität) (Galerkin-Verfahren)
{\displaystyle a(u-u_{h},v_{h})=0\quad \forall v_{h}\in V_{h}.}
Die Galerkin-Orthogonalität impliziert als Grundlage für die Fehlerabschätzung die Gleichung
{\displaystyle a(u-u_{h},u-u_{h})=a(u-u_{h},u-v_{h})}
für beliebige {\displaystyle v_{h}\in V_{h}}. Schätzt man nun nach oben bzw. unten mit der Elliptizität bzw. der Stetigkeit ab und berücksichtigt die beliebige Wahl von {\displaystyle v_{h}}, so folgt
{\displaystyle \|u-u_{h}\|\leq {\frac {\beta }{\alpha }}\inf _{v_{h}}\|u-v_{h}\|.}
Diese Abschätzung zeigt eine fundamentale Eigenschaft der FEM: der Fehler der Methode ist von der gleichen Größenordnung wie der Fehler der besten Approximation der Lösung im Finite-Elemente-Raum. Da es oft nicht einfach ist, den Fehler der besten Approximation abzuschätzen, wählt man oft stattdessen als {\displaystyle v_{h}} eine Interpolierende und schätzt den Interpolationsfehler ab.
Betrachtet man nun das Beispiel der stückweise linearen, stetigen Elemente über einer Dreieckszerlegung eines polygonalen Gebietes. Die Interpolierende {\displaystyle u^{I}} von {\displaystyle u} ist dann diejenige stückweise lineare Funktion, die mit {\displaystyle u} in den Knoten übereinstimmt. Dies setzt voraus, dass {\displaystyle u} stetig ist, hinreichend dafür ist {\displaystyle u\in H^{2}(\Omega )} .
Man kann nun den Interpolationsfehler direkt oder mit Hilfe von Transformation auf ein Referenzelement und dem Lemma von Bramble-Hilbert abschätzen (siehe Interpolation mit linearen Splines). Dann erhält man für eine quasiuniforme Triangulierung mit Gitterweite {\displaystyle h}
{\displaystyle \|u-u^{I}\|_{1}\leq C\,h\,|u|_{2}}
und damit auch für eine {\displaystyle H^{1}} elliptische Randwertaufgabe zweiter Ordnung für den Finite-Elemente-Fehler
{\displaystyle \|u-u_{h}\|_{1}\leq C\,h\,|u|_{2}.}
Die Quasiuniformität ist in unserem Fall äquivalent zur Minimalwinkelbedingung, d. h., der minimale Innenwinkel aller Dreiecke ist nach unten beschränkt. Hinreichend für die obige Abschätzung ist bei genauerer Analyse auch die
Maximalwinkelbedingung, d. h., es sind Winkel auszuschließen, die zu nahe an {\displaystyle \pi } liegen. Oswald präsentierte 2015 Beispiele von exotischen Dreiecksgittern, bei denen trotz glatter Lösung sich die Konvergenzrate
reduziert bzw. sogar Divergenz der FEM vorliegt.
Eine höhere Konvergenzordnung erhält man bei der Verwendung von stückweisen Polynomen vom Grad {\displaystyle k\geq 2}
{\displaystyle \|u-u_{h}\|_{1}\leq C\,h^{k}\,|u|_{k+1},}
vorausgesetzt, die Lösung des Problems ist glatt genug mit {\displaystyle u\in H^{k+1}(\Omega )} .
Man kann den Fehler auch in anderen Normen abschätzen, besonders punktweise bzw. in der Maximumnorm erweist sich das als schwierig.